# Selección de fútbol sala de Portugal
La selección de fútbol sala de Portugal es el equipo que representa a dicho país en las competencias de ese deporte; y es controlado por la Federación Portuguesa de Fútbol.
Ha disputado 6 Mundiales y 10 Eurocopas. Su mejor resultado hasta la fecha ha sido el proclamarse campeona del mundo en la edición 2021 disputada en Lituania ganando la final ante Argentina por 2-1.

## Estadísticas

### Copa Mundial de Futsal FIFA
| Copa Mundial de fútbol sala de la FIFA | Copa Mundial de fútbol sala de la FIFA | Copa Mundial de fútbol sala de la FIFA | Copa Mundial de fútbol sala de la FIFA | Copa Mundial de fútbol sala de la FIFA | Copa Mundial de fútbol sala de la FIFA | Copa Mundial de fútbol sala de la FIFA | Copa Mundial de fútbol sala de la FIFA | Copa Mundial de fútbol sala de la FIFA |              |
| Año                                    | Resultado                              | Posición                               | J                                      | G                                      | E                                      | P                                      | GF                                     | GC                                     |              |
| -------------------------------------- | -------------------------------------- | -------------------------------------- | -------------------------------------- | -------------------------------------- | -------------------------------------- | -------------------------------------- | -------------------------------------- | -------------------------------------- | ------------ |
| 1989                                   | No clasificó                           | No clasificó                           | No clasificó                           | No clasificó                           | No clasificó                           | No clasificó                           | No clasificó                           | No clasificó                           | No clasificó |
| 1992                                   | No clasificó                           | No clasificó                           | No clasificó                           | No clasificó                           | No clasificó                           | No clasificó                           | No clasificó                           | No clasificó                           | No clasificó |
| 1996                                   | No clasificó                           | No clasificó                           | No clasificó                           | No clasificó                           | No clasificó                           | No clasificó                           | No clasificó                           | No clasificó                           | No clasificó |
| 2000                                   | Tercer lugar                           | 3.°                                    | 8                                      | 5                                      | 0                                      | 3                                      | 23                                     | 23                                     |              |
| 2004                                   | Segunda ronda                          | 5.°                                    | 6                                      | 3                                      | 1                                      | 2                                      | 18                                     | 8                                      |              |
| 2008                                   | Primera ronda                          | 9.°                                    | 4                                      | 3                                      | 0                                      | 1                                      | 15                                     | 8                                      |              |
| 2012                                   | Cuartos de final                       | 8.°                                    | 5                                      | 2                                      | 1                                      | 2                                      | 18                                     | 14                                     |              |
| 2016                                   | Cuarto lugar                           | 4.°                                    | 7                                      | 4                                      | 2                                      | 1                                      | 26                                     | 11                                     |              |
| 2021                                   | Campeón                                | 1.°                                    | 7                                      | 5                                      | 2                                      | 0                                      | 26                                     | 12                                     |              |
| 2024                                   | Octavos de final                       | 10°                                    | 4                                      | 3                                      | 0                                      | 1                                      | 18                                     | 6                                      |              |
| Total                                  | 7/9                                    | 6.°                                    | 41                                     | 25                                     | 6                                      | 10                                     | 144                                    | 82                                     |              |

### Eurocopa de Fútbol Sala
| Eurocopa de Fútbol Sala | Eurocopa de Fútbol Sala | Eurocopa de Fútbol Sala | Eurocopa de Fútbol Sala | Eurocopa de Fútbol Sala | Eurocopa de Fútbol Sala | Eurocopa de Fútbol Sala | Eurocopa de Fútbol Sala | Eurocopa de Fútbol Sala |              |
| Año                     | Resultado               | Posición                | J                       | G                       | E                       | P                       | GF                      | GC                      |              |
| ----------------------- | ----------------------- | ----------------------- | ----------------------- | ----------------------- | ----------------------- | ----------------------- | ----------------------- | ----------------------- | ------------ |
| 1996                    | No clasificó            | No clasificó            | No clasificó            | No clasificó            | No clasificó            | No clasificó            | No clasificó            | No clasificó            | No clasificó |
| 1999                    | Primera ronda           | 6.°                     | 3                       | 0                       | 1                       | 2                       | 5                       | 8                       |              |
| 2001                    | No clasificó            | No clasificó            | No clasificó            | No clasificó            | No clasificó            | No clasificó            | No clasificó            | No clasificó            |              |
| 2003                    | Primera ronda           | 5.°                     | 3                       | 1                       | 1                       | 1                       | 10                      | 12                      |              |
| 2005                    | Primera ronda           | 7.°                     | 3                       | 1                       | 0                       | 2                       | 9                       | 14                      |              |
| 2007                    | Cuarto lugar            | 4.°                     | 5                       | 2                       | 2                       | 1                       | 12                      | 8                       |              |
| 2010                    | Subcampeón              | 2.°                     | 5                       | 2                       | 1                       | 1                       | 16                      | 19                      |              |
| 2012                    | Cuartos de final        | 5.°                     | 3                       | 2                       | 0                       | 1                       | 7                       | 5                       |              |
| 2014                    | Cuarto lugar            | 4.°                     | 5                       | 2                       | 1                       | 2                       | 17                      | 17                      |              |
| 2016                    | Octavos de final        | 7.°                     | 3                       | 1                       | 0                       | 2                       | 9                       | 11                      |              |
| 2018                    | Campeón                 | 1.°                     | 5                       | 5                       | 0                       | 0                       | 23                      | 9                       |              |
| 2022                    | Campeón                 | 1.°                     | 6                       | 6                       | 0                       | 0                       | 19                      | 9                       |              |
| Total                   | 10/12                   | 4.°                     | -                       | -                       | -                       | -                       | -                       | -                       |              |

### Finalissima de Futsal
| Finalissima de Futsal | Finalissima de Futsal | Finalissima de Futsal | Finalissima de Futsal | Finalissima de Futsal | Finalissima de Futsal | Finalissima de Futsal | Finalissima de Futsal | Finalissima de Futsal |
| Año                   | Resultado             | Posición              | J                     | G                     | E                     | P                     | GF                    | GC                    |
| --------------------- | --------------------- | --------------------- | --------------------- | --------------------- | --------------------- | --------------------- | --------------------- | --------------------- |
| 2022                  | Campeón               | 1.°                   | 2                     | 1                     | 1                     | 0                     | 3                     | 2                     |
| Total                 | 1/1                   | 1.°                   | 2                     | 1                     | 1                     | 0                     | 3                     | 2                     |